# 安藝ノ海節男
安藝ノ海 節男（あきのうみ せつお、1914年5月30日 - 1979年3月25日）は、広島県広島市南区宇品海岸出身で出羽海部屋に所属した大相撲力士。第37代横綱。本名は永田 節男（ながた たかお）。
双葉山定次の70連勝を阻止した「世紀の一番」で知られる。四股名は「せつお」だが、本名は「たかお」と読む。

## 経歴

### 打倒双葉

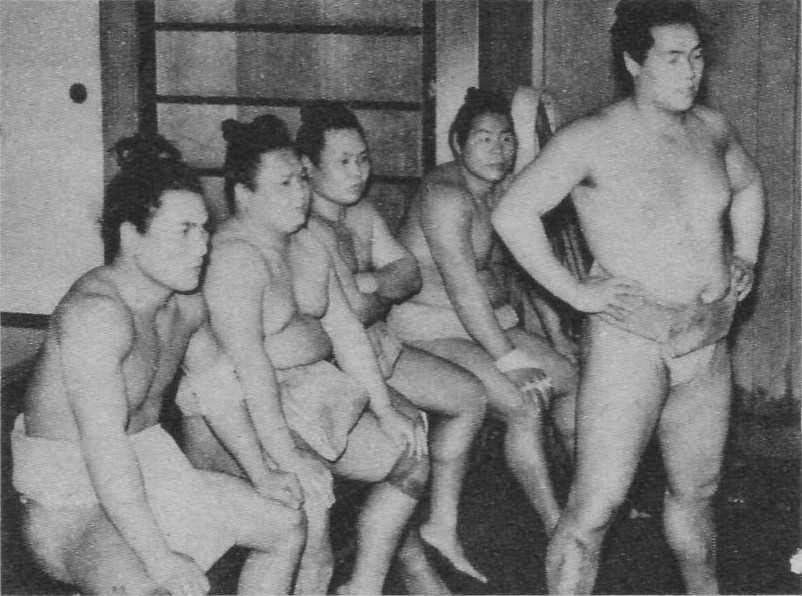
出羽海部屋の関取衆。左から九州山、駒ノ里、笠置山、錦華山、安藝ノ海（1937年）

広島県広島市南区宇品海岸の食料品商の家に生まれ、宇品尋常高等小学校を卒業後は家業を手伝う。1931年に市内で開催された関西中学校相撲選手権を観戦したところ、藤嶌にスカウトされて角界入り。1932年2月場所に出羽海部屋から“永田”の四股名で初土俵を踏む。序二段で「安藝ノ海」と改名すると、順調に昇進して1936年1月場所に新十両、1938年1月場所では、23歳で新入幕を果たした。
当時の出羽海部屋では、「打倒双葉」を目指して場所ごとに作戦会議を開いたという。その中から「どうやら双葉山は右に食い付かれるのを嫌がる」「無理な投げを打って体勢を崩すこともあるので、そこを掬うか足を掛けるかしてはどうか」という作戦が笠置山勝一を中心に生まれた。笠置山は当時としては非常に珍しい大卒（早稲田大学卒業）の「インテリ力士」で、笠置山自身が著した「横綱双葉山論」でも取り上げられた。また、それまで何度も双葉山と対戦したことのある力士では弱点も知られていることもあり、入幕して初の上位挑戦であり、かつ前年の満州巡業時に双葉山から稽古相手に指名されながらも体調不良で断り、その夜のうちに入院（盲腸炎だと伝わる）して、結果的に稽古でも取り組んだことのない安藝ノ海が「打倒双葉」の期待を担うことになった。

### 世紀の一番
1939年1月場所4日目（1939年1月15日）、軍配が返るや突っかけた安藝ノ海は頭を下げながら突っ張った。双葉山も小刻みに突っ張り返して応戦し、得意の右差しに持ち込み右を覗かせてきた。左差しで食い下がろうと考えていた安藝ノ海は目論見が外れたが、逆に右前褌を取って食い下がる型に入った。両廻しを取れない双葉山は強引に右から掬ったが、逆に腰が伸びた。
土俵下力士溜まりの笠置山は心中、「今だ、今だ!」と絶叫したという。なかなか安藝ノ海の脚が飛ばず、後年「あれだけ入念に作戦を練って、まさにその通りになってもなかなか思い通りに行かないから相撲は判らない。あの安藝ノ海をしてそうなのだから…」と述懐したが、ついにその左外掛けで双葉山の牙城を崩し、二回目の掬い投げを打とうと双葉山が右足を踏み込んだ瞬間、安藝ノ海の左足が飛んだ。ぐらついた双葉山が掛けられた足を振り払って起死回生の右下手投げを打つが、安藝ノ海は右足一本でこらえて体を浴びせ、遂に双葉山が土俵中央に倒れた。
世紀の一瞬に、両國國技館は大鉄傘が大歓声によって震えたという。この取組のラジオ実況を担当していた和田信賢は、後ろの席に控えていた山本照に「双葉は確かに負けましたね?」と繰り返し確認した後、「双葉敗る!双葉敗る!双葉敗る!時に昭和14年1月15日。旭日昇天まさに69連勝、70連勝を目指して躍進する双葉山、出羽一門の新鋭・安藝ノ海に屈す!双葉、70連勝ならず!まさに70、古来やはり稀なり!」と絶叫した。
かくて安藝ノ海は双葉山の70連勝を阻止し、一躍英雄となる。一番の後、行司部屋で紋付に着替えて、ニュース映画用のインタビューを受けて國技館を出たが、部屋まで通常は徒歩5分のところ、この日は双葉山を倒した英雄を一目見ようと詰めかけた大観衆にもまれたことで部屋まで30分もかかり、到着時に足元を見ると雪駄が片方消えていたという。故郷の広島には「オカアサンカツタ」の電報を打ち、実家には直接電話をして勝利を報告した（実家ではラジオで勝利の報を聞いた家族が、全員で万歳している写真が新聞に載った）。この時、出羽海や、入門の時世話になった藤嶌からは、「勝って褒められるより、負けて騒がれるようになれ」と諭された。出羽海部屋の前では安藝ノ海見たさの観衆が夜遅くまで立ち止まっていたため、安藝ノ海は部屋の2階から観衆の声に何度も手を振った。
この「世紀の一番」は大相撲史上で最初の号外として伝えられたと言われているが、この号外の紙面は現存しない。

### 横綱昇進

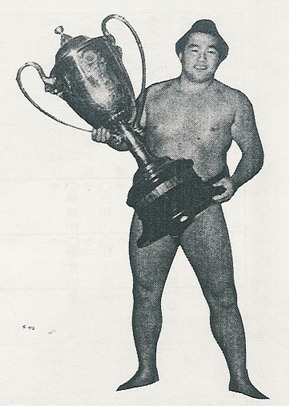
初優勝（1940年）

「双葉山に勝った自分がみっともない相撲は取れない」と稽古に励み、1940年1月場所で関脇に昇進。同年5月場所、14勝1敗で初優勝した（優勝はこの1回だけ）。場所後、同部屋の五ツ嶋と同時に大関に昇進した。
1942年5月場所後、番付編成会議は全会一致をもって照國と同時に横綱に推薦。同年6月8日に横綱仮免許授与式、新横綱として初の土俵入りが行われた。昇進直後「横綱になれたのは、あの一番があったからです」と述懐した一方で、何とかもう一度と挑んだ双葉山には、その後9連敗と二度と勝てなかった。現役を通して唯一の金星は双葉山を倒した一番だった。また横綱時代には一度も優勝できておらず、実質の最終場所になった1945年11月場所には鳳、宮城山、男女ノ川に続いて史上4人目となる横綱としての皆勤負け越しという不名誉な記録を残すなど、横綱としては大成しなかったが、幕内在位18場所で皆勤して負け越したのはこの1945年11月場所と双葉山を倒した1939年1月場所だけだった。次の1946年11月場所は全休し、この場所限りで現役を引退した。

### 引退後～晩年
引退後は藤嶌の娘と結婚し、年寄・不知火を襲名（後に藤嶋を継承）して、相撲協会の理事に就任した。当然、次期出羽海の有力候補だったが、1953年に自身が経営していた「ちゃんこ安藝」の地下にキャバレーを出店させて出羽海の怒りを買ったことが致命的になり、その後自身の離婚問題により平年寄に降格されると1954年をもって廃業した。問題となった「ちゃんこ安藝」は程無くして泣く泣く手放さざるを得なくなった。
廃業後は東京・八重洲で相撲料理店、東中野でアパート、北鎌倉で洋品店を経営し、大相撲中継のゲスト解説に度々登場した。1974年に還暦を迎えたが、還暦土俵入りは行われず、使用する予定だった赤い綱の所持も不明である。1979年3月25日、うっ血性心不全のため鎌倉市の病院で死去した。64歳没。

## 人物
- 双葉山には連勝ストップの一番後、二度と勝てなかったが常に善戦し、玉錦三右エ門の現役死から照國の台頭まで、双葉山の全盛期が完全なライバル不在になってしまうことを防いだ。本人曰く「双葉（山）関は相手が誰でも変わらぬ相撲を取った人だが、自分に対してだけは特別な感情があるように感じた」と言い、後々までこれを誇りにしていた。

- 左四つを得意とし、前褌を取って食い下がり右をおっつけながら攻める速攻相撲。突っ張りや出し投げもあり一番相撲の名人とも呼ばれた。非力だったが「相手はみんなウジ虫だと思って土俵に上った」と後年自身が語るほど負けん気の強い人物でもあった。

- 出羽錦の著書では「ある年の岡山巡業で飛付五人抜きを行った際に参加していた土着のヤクザが何度負かされてもしぶとく挑戦を続けるため泉州山久義[5]が手厳しく土俵に叩き付けたが、これが原因となって見物席の仲間が怒り出し大乱闘になった。乱闘が収まってからヤクザが七、八人で安藝ノ海の支度部屋に『いちばん先に問題をおこした若い者を引き渡せ』と詰め寄ったが、安藝ノ海は『若い者は渡すことはできない。だが呼んであやまらすだけでいいならそうしよう。しかし指一本ふれたら承知しないぞ』と返答し、押し問答のすえ向こうが折れて謝ることで話がついた」という逸話が取り扱われている。安藝ノ海の気の強さを表す逸話である[6]。

- 作家の小島貞二は、力士時代に安藝ノ海の付き人を務めていた。安藝ノ海には風呂上がりの際、体の拭き方が悪いといきなり殴られたことなどがあり、人間的には心酔できない部分があったという。また、出羽海部屋に歴代の横綱の額が並ぶ中で、廃業後の安藝ノ海の額だけが、その不行跡に立腹した出羽海の指示で外されていたことも証言している。さらに、晩年の不遇の中で、現役時代の双葉山戦に関する座談会やインタビューには必ず出席し、生き生きと目を輝かせてその模様を語り、追憶の世界に生きる安藝ノ海の姿に対しては「何とも形容しがたかった」と振り返っている[7]。

- 神風正一は安藝ノ海の横綱時代、取組後に館内で入浴した時に「横綱より先に風呂に入った」として殴られたという。安藝ノ海は手の早いタイプであったことは確かである。[要出典]

- 相撲評論家の杉山桂四郎は、晩年の安藝ノ海への取材を3回行っていた。親方時代から始めた料理店経営でやり手ぶりを発揮していた安藝ノ海について「頭の回転が速く、話をしていて気持ちがよかった」とする反面、「才人でやり手すぎて、相撲社会の水と合わなかったのではないか」とも分析している。この点について杉山は、岳父・出羽海との確執が、自身の離婚問題だけでなく、全年寄の労働組合のような「明朗会」を組織して政治力を発揮するようになった為に良い感情を持たれなかったということも指摘している[8]。

## エピソード
- 優勝は1回だが、これは関脇時代の1940年5月場所、14勝1敗で記録したものだった。なお、この場所は双葉山が11日目までに4敗し、「信念の歯車が狂った」と引退を表明（のち撤回）した場所である。他にも大関時代の1942年5月場所は14日目まで13勝1敗で優勝争いの首位にいたが、千秋楽に2敗の双葉山に敗れ、当時の上位優勝制度のために優勝は双葉山にさらわれた。
- どういう理由なのかは不明だが、1944年以降は引退まで逆に縒った綱を締めていた。
- 安藝ノ海の実家は、広島市の海岸沿い、宇品港の近くにあった。戦時中、大日本帝国陸軍の兵隊は全てこの港から外地へ送られた。実家では母親が長らく駄菓子屋を営み、近所の子供達の溜まり場となっていたが、広島高速3号線の建設による立ち退きで取り壊された。
- 双葉山の69連勝中、漫画家の近藤日出造は新聞で「今日の双葉山に挑む者」との連載を持っていて、場所中は双葉山と対戦する力士に取材していた。1939年1月場所の初日、双葉山の対戦相手だった五ツ嶋が近藤の取材に答えて「オレなんかダメだが、うちの安藝ノ海は面白いよ」と語ったことは、後に「世紀の予言」と語り草になった。
- 双葉山の連勝を止めた当時のフィーバーぶりについて、「ひいきの人が、貸し家が二軒ついた家をほうびにくれたよ」と語っていた[8]。
- 1975年11月場所で横綱昇進がかかっていた貴ノ花利彰については「まずダメだね。横綱になったら1場所か2場所で引退ですよ。ならん方がいいと思う。人気のあるいい大関でいた方がいい、そう思うがね」と評しており、結果として大関在位50場所の名大関として名を遺した貴ノ花の未来を予言していた[8]。
- 出羽海一門の後輩でもある北の湖敏満が巻き替え相撲を多用することに『横綱の相撲としてはいかがなものか』とした批判があった中で、「巻き替えがあるから安定している。優勝もできる。あれでいいんですよ」としきりに評価していたという[8]。
- 第二次世界大戦終戦以前に横綱に昇進した元力士としては最後の存命者であった。
- 娘は元宝塚歌劇団52期生の常花代（現在は相撲茶屋「白豊」の女将）。

## 主な成績
- 通算成績：209勝101敗38休  勝率.674
- 幕内成績：142勝59敗38休  勝率.706
- 横綱成績：38勝19敗38休  勝率.667
- 現役在位：32場所
- 幕内在位：18場所
- 横綱在位：8場所
- 大関在位：4場所
- 三役在位：2場所（関脇2場所、小結なし）
- 金星：1個（双葉山1個）
- 各段優勝
  - 幕内最高優勝：1回（1940年1月場所）
  - 序ノ口優勝：1回（1932年10月場所）

### 場所別成績
| 1932年 （昭和7年） | （前相撲）             | （前相撲） | 西序ノ口12枚目 3–3    | 西序ノ口12枚目 優勝 6–0 |
| 1933年 （昭和8年） | 東序二段12枚目 2–4     | x          | 西序二段19枚目 4–2    | x                       |
| 1934年 （昭和9年） | 西三段目30枚目 5–1     | x          | 東幕下23枚目 6–5      | x                       |
| 1935年 （昭和10年） | 西幕下13枚目 7–4       | x          | 西幕下3枚目 6–5       | x                       |
| 1936年 （昭和11年） | 西十両14枚目 6–5       | x          | 西十両8枚目 5–6       | x                       |
| 1937年 （昭和12年） | 西十両14枚目 7–4       | x          | 東十両8枚目 10–3      | x                       |
| 1938年 （昭和13年） | 西前頭16枚目 8–5       | x          | 西前頭10枚目 9–4      | x                       |
| 1939年 （昭和14年） | 西前頭3枚目 6–7 ★      | x          | 東前頭4枚目 10–5      | x                       |
| 1940年 （昭和15年） | 西関脇 10–5            | x          | 西関脇 14–1 旗手      | x                       |
| 1941年 （昭和16年） | 東大関 12–3            | x          | 東大関 9–6            | x                       |
| 1942年 （昭和17年） | 西張出大関 13–2        | x          | 西大関 13–2           | x                       |
| 1943年 （昭和18年） | 東横綱大関 12–3        | x          | 西張出横綱 11–4       | x                       |
| 1944年 （昭和19年） | 東張出横綱 休場 0–0–15 | x          | 西張出横綱 5–5        | 西張出横綱 休場 0–0–10  |
| 1945年 （昭和20年） | x                      | x          | 東張出横綱 6–1        | 東横綱 4–6              |
| 1946年 （昭和21年） | x                      | x          | 国技館修理 のため中止 | 西横綱 引退 0–0–13      |
| 各欄の数字は、「勝ち-負け-休場」を示す。 優勝 引退 休場 十両 幕下 三賞：敢=敢闘賞、殊=殊勲賞、技=技能賞 その他：★=金星 番付階級：幕内 - 十両 - 幕下 - 三段目 - 序二段 - 序ノ口 幕内序列：横綱 - 大関 - 関脇 - 小結 - 前頭（「#数字」は各位内の序列） |                        |            |                       |                         |

### 幕内対戦成績
| 力士名   | 勝数 | 負数 | 力士名 | 勝数 | 負数 | 力士名   | 勝数 | 負数 | 力士名     | 勝数 | 負数 |
| -------- | ---- | ---- | ------ | ---- | ---- | -------- | ---- | ---- | ---------- | ---- | ---- |
| 青葉山   | 8    | 0    | 旭川   | 6    | 1    | 東冨士   | 2    | 0    | 射水川     | 1    | 0    |
| 大潮     | 4    | 1    | 大浪   | 3    | 1    | 海光山   | 1    | 0    | 海山(神風) | 4    | 2    |
| 鏡岩     | 1    | 1    | 柏戸   | 3    | 2    | 桂川     | 2    | 0    | 金湊       | 3    | 1    |
| 九ヶ錦   | 4    | 0    | 源氏山 | 1    | 0    | 高津山   | 1    | 0    | 小嶋川     | 2    | 1    |
| 琴錦     | 1    | 0    | 小松山 | 3    | 1    | 佐賀ノ花 | 9    | 1    | 佐渡ヶ嶋   | 1    | 0    |
| 鯱ノ里   | 2    | 2    | 高登   | 0    | 1    | 太刀若   | 1    | 0    | 楯甲       | 5    | 3    |
| 玉ノ海   | 6(1) | 2    | 筑波嶺 | 0    | 1    | 鶴ヶ嶺   | 9    | 0    | 照國       | 3    | 3    |
| 輝昇     | 6    | 0    | 十勝岩 | 1    | 0    | 巴潟     | 0    | 2    | 名寄岩     | 9    | 4    |
| 羽黒山   | 5(1) | 7    | 幡瀬川 | 1    | 1    | 盤石     | 5    | 1    | 番神山     | 2    | 0    |
| 備州山   | 1    | 0    | 二瀬川 | 3    | 1    | 双葉山   | 1    | 9(1) | 双見山     | 3    | 0    |
| 不動岩   | 0    | 1    | 前田山 | 2    | 4    | 松浦潟   | 7    | 1    | 三根山     | 2    | 1    |
| 男女ノ川 | 0    | 2    | 若潮   | 2    | 0    | 若港     | 6    | 1    |            |      |      |